# 15452 Ібрамохаммед
15452 Ібрамохаммед (15452 Ibramohammed) — астероїд головного поясу, відкритий 14 грудня 1998 року.
Тіссеранів параметр щодо Юпітера — 3,489.